# Gádoros
Gádoros est un village et une commune du comitat de Békés en Hongrie.

## Personnages célèbres
- György Szalai (né le 14 février 1951 à Gádoros) est un haltérophile hongrois.